# Danilo Wyss
Danilo Wyss (* 26. August 1985 im Pompaples) ist ein ehemaliger Schweizer Radrennfahrer.

## Karriere
Danilo Wyss wurde 2001 Schweizer Strassenmeister der Jugend. Bei den Strassenweltmeisterschaften der U23 wurde er 2006 Zehnter und 2007 Fünfter. Ebenfalls 2007 gewann Wyss mit der 3. Etappe der 3 Jours de Vaucluse sein erstes Radrennen des internationalen Kalenders.
Nachdem er 2007 für das in diesem Jahr unter deutscher Lizenz fahrende Continental Team Atlas Romer’s Hausbäckerei gefahren war, wechselte er 2008 zum US-amerikanischen ProTeam BMC. Dort gewann er 2009 eine Etappe der Tour de Beauce und 2012 das Mannschaftszeitfahren des Giro del Trentino. Seinen bis dahin grössten Karriereerfolg gelang ihm mit dem Schweizer Meistertitel 2015, nach einem Sieg im Zweiersprint gegen Sébastien Reichenbach.
Nach elf Jahren bei BMC wechselte Wyss 2019 zum Team Dimension Data, das im Jahr darauf den Namen NTT Pro Cycling Team trug. Nachdem Wyss keinen neuen Vertrag mehr für die Saison 2021 erhalten hatte, beendete er seine Karriere als Aktiver.

## Erfolge
2007
- eine Etappe 3 Jours de Vaucluse

2009
- eine Etappe Tour de Beauce

2012
- Mannschaftszeitfahren Giro del Trentino

2015
- Schweizer Meister – Strassenrennen
- Mannschaftszeitfahren Tour de France

## Grand-Tour-Platzierungen
| Grand Tour            | 2010 | 2011 | 2012 | 2013 | 2014 | 2015 | 2016 | 2017 | 2018 | 2019 | 2020 |
| --------------------- | ---- | ---- | ---- | ---- | ---- | ---- | ---- | ---- | ---- | ---- | ---- |
| Giro d’ItaliaGiro     | 97   | 125  | 82   | 83   | 84   | –    | –    | –    | –    | 83   | 84   |
| Tour de FranceTour    | –    | –    | –    | –    | –    | 63   | –    | 81   | –    | –    | –    |
| Vuelta a EspañaVuelta | –    | –    | –    | 73   | 36   | –    | 44   | –    | –    | –    | –    |